# Arquivo Histórico Municipal João Spadari Adami
O Arquivo Histórico Municipal João Spadari Adami é uma instituição cultural de Caxias do Sul, Brasil. Tem uma vasta coleção de documentos, fotografias, filmes, gravações, jornais e outros materiais, em sua maioria relativos à colonização italiana na região e à história de Caxias do Sul, cujo valor e amplitude a colocam como uma importante referência no estado.
O Arquivo nasceu em 1976 como um departamento do Museu Municipal, e por muitos anos permaneceu instalado em condições muito precárias nos fundos do Museu. Não obstante, cedo acumulou uma grande coleção e passou a desempenhar atividade relevante. Em 1979 começou um movimento pela sua transferência para uma sede própria, o que só veio a ocorrer entre 1996 e 1997. Em 1998 ganhou autonomia administrativa. O prédio histórico, antiga residência e comércio de Vicente Rovea, sito à avenida Júlio de Castilhos 318, é tombado pelo IPHAE e pelo Município.

## História
Um Arquivo Municipal já existia em Caxias desde a época da emancipação da vila em 1890, preservando documentação administrativa. Em 1919, quando o intendente José Pena de Moraes reorganizou os serviços públicos, determinou que ao Arquivo deveriam ser recolhidos sistematicamente "os livros e papéis findos de todas as repartições da administração, conforme a importância dos mesmos". Por ocasião da Festa da Uva de 1950, que comemoraria os 75 anos da imigração italiana, o historiador João Spadari Adami foi convocado pela Prefeitura para selecionar, dentro da coleção de documentos do Arquivo Municipal, aqueles de interesse histórico, para serem exibidos no pavilhão de exposição. Ao longo do tempo, grande parte do material deste primeiro Arquivo foi perdido, deteriorou-se ou foi destruído deliberadamente.
Em 1974, durante o processo de reativação do Museu Municipal, foi lançada uma campanha pública para a reconstituição do seu acervo, sendo recebidos também documentos. Nesta mesma época, durante a transferência da Prefeitura para uma nova sede, a fim de dar lugar para o Museu, uma vasta quantidade de documentação do Arquivo Municipal esteve a ponto de ser incinerada, mas um grupo de pesquisa liderado por Loraine Slomp Giron alertou a museóloga Maria Frigeri Horn, que coordenava a equipe do Museu, o que possibilitou o salvamento do material e sua incorporação ao acervo. Tornava-se claro que era necessário um departamento específico para a guarda e administração desse valioso material, e no início de 1975 já se previa a criação de um Arquivo Histórico. Em março de 1976 um outro grande volume de documentos históricos, mapas, pesquisas, fotografias e livros, que ocupava dois carros, foi doada ao Museu pela Comissão do Centenário da Imigração.

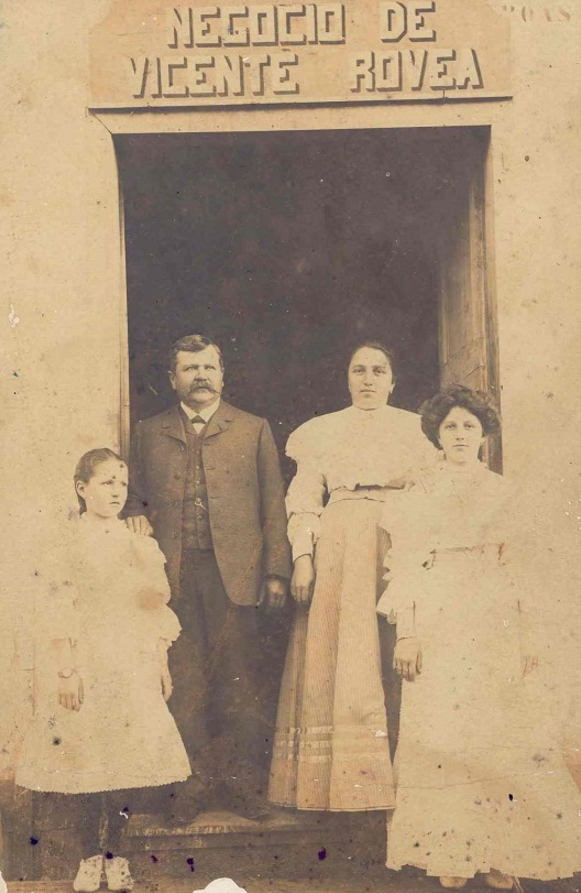
Vicente Rovea e sua família na porta da sua casa, coleção do Arquivo Histórico

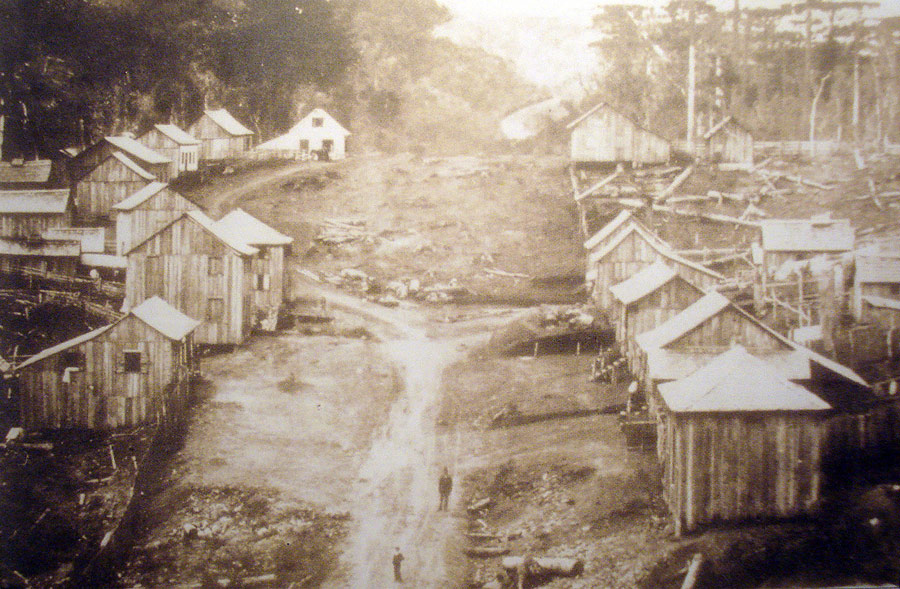
Caxias do Sul nos primórdios do povoamento, coleção do Arquivo

Assim, em meados de junho de 1976 o prefeito Mário Vanin encaminhou à Câmara de Vereadores um projeto de lei para a criação do Arquivo Histórico Municipal, que foi aprovado, e em 5 de agosto de 1976 o Decreto nº 4047 criava oficialmente a instituição. Porém, foi instalado numa casinha de madeira nos fundos do Museu, onde funcionou em condições extremamente precárias. Na prática o Arquivo era um departamento do Museu e ambas as instituições tinham um mesmo diretor. Em 1978 o Museu iniciou a organização do Arquivo, em parceria com a Universidade de Caxias do Sul, e a necessidade de uma sede própria já era evidente. Nesta fase foram definidos os seguintes setores: 1) Documentos, com itens procedentes da antiga Intendência, da Prefeitura, do Judiciário, de particulares (com destaque para a grande coleção de João Spadari Adami), empresas, escolas e outras instituições e órgãos, incluindo correspondência, partituras, legislação, atos oficiais, orçamentos, processos, telegramas, balanços, licitações, requerimentos, etc; 2) Impressos, incluindo jornais, folhetos e livros e uma biblioteca sobre o tema da imigração; 3) Cartografia, com mapas e plantas; 4) Fotografia. Em março de 1979 foi organizada a primeira grande exposição do Museu com material do Arquivo, constituída de fotografias.
Neste ínterim, iniciou um debate sobre o destino da antiga casa e comércio de Vicente Rovea, construída em 1890, que depois havia sido transformada no hospital do celebrado médico Rômulo Carbone, um imóvel de grande valor histórico que, nesta altura já muito degradado, teve sua demolição programada para junho de 1979. Diante da ameaça iminente, o diretor do Arquivo Juventino dal Bó liderou um movimento pela sua conservação e pela transferência do Arquivo para a edificação histórica. A Prefeitura foi chamada a intervir mas alegou não ter recursos para comprar o imóvel. Legalmente também era difícil a proteção, pois ainda não havia lei de tombamento na cidade. O movimento teve grande repercussão e recebeu o apoio da influente Câmara de Indústria e Comércio. Um grupo de empresários adquiriu o casarão e o colocou à disposição da comunidade para uso cultural, mas a solução definitiva ainda tardaria muitos anos.
Em 1980 o Arquivo iniciou a publicação do periódico Boletim Informativo. Neste ano já tinha um acervo de cerca de 300 mil documentos, e iniciava-se o processo de catalogação. Novas doações continuavam sendo recebidas e ativamente buscadas. Ao longo desta década o Arquivo desenvolveu relevante atividade, a despeito das suas pobres condições, oferecendo cursos, participando de congressos e seminários, promovendo exposições e fomentando a pesquisa, tornando-se uma referência no estado.
A casa de Rovea passou para a posse da Prefeitura em 1985, e foi tombada pelo Instituto do Patrimônio Histórico e Artístico do Estado do Rio Grande do Sul em 23 de dezembro de 1986, sendo iniciado um projeto de restauro orçado em 3 milhões de cruzeiros e duração prevista para três anos, com financiamento da Prefeitura e do Ministério da Cultura. O restauro sofreu atrasos e em 1989 parte do material do Arquivo já estava depositada na casa, mas ela se encontrava em estado de abandono, sem ter sequer tranca nas portas e sendo invadida por mendigos e depredada por vândalos. Segundo denúncia da vereadora Geni Peteffi, a recuperação do prédio era urgente, pois as condições do Arquivo eram péssimas, e a documentação estava ameaçada pela chuva que se infiltrava no local. Em dezembro as obras foram retomadas, ficando pronta na parte interna em janeiro de 1990 e iniciando a parte externa.
Estando prestes a ocupar o prédio, o Arquivo foi impedido pelo incêndio da Secretaria de Educação, que lá foi instalada em 1992, permanecendo até 1996. No ano seguinte, o espaço finalmente foi liberado para o Arquivo, que instalou-se de maneira ainda precária. A reforma anterior não se desenvolveu como o previsto. A rede elétrica prevista no projeto foi substituída por material mais barato, a iluminação do projeto também não foi instalada, e a mobília usada foi a velha que já estava na antiga sede. Os espaços também não foram bem adequados, e a estrutura dos pavimentos superiores não foi preparada para suportar o imenso peso do vasto material documental até então acumulado. Em 1997 foi aprovado projeto de lei que acrescentou à denominação oficial da instituição o nome do historiador caxiense João Spadari Adami, por sua importante contribuição para o resgate e preservação da história local. Em 1998 o Arquivo foi desvinculado do Museu Municipal pela Lei Municipal nº 5026 de 29 de dezembro, e neste mesmo ano já havia sido iniciado um projeto para uma nova reforma a fim de atender às necessidades da instituição, obrigando à transferência do acervo para um prédio anexo. A reforma foi ultimada em fins de 1999, ocorrendo a inauguração no dia 7 de dezembro. Na data o acervo já havia crescido para cerca de 700 mil documentos, cerca de 90 mil fotografias e negativos, 15 mil estampas, uma hemeroteca com trezentos títulos, um banco de memória oral com quatrocentas gravações e uma biblioteca. A sede foi tombada pela Prefeitura em 2002.

## Acervo
O Arquivo Histórico abriga um vasto acervo documental abrangendo fotografias, manuscritos e documentos oficiais, além de um banco de memória oral, livros e outros itens. O acervo possui em torno de 500 mil documentos de origem pública, 500 mil de origem particular, 600 depoimentos gravados, 5 mil livros, 300 periódicos e mais de 300 mil fotografias. É uma instituição de referência, em particular por possuir o mais importante acervo relativo à imigração italiana no sul do Brasil. Além do acervo, a instituição se empenha em projetos de pesquisa e mantém uma série de publicações que podem ser acessadas online. Em 2022 o acervo estava organizado da seguinte forma:

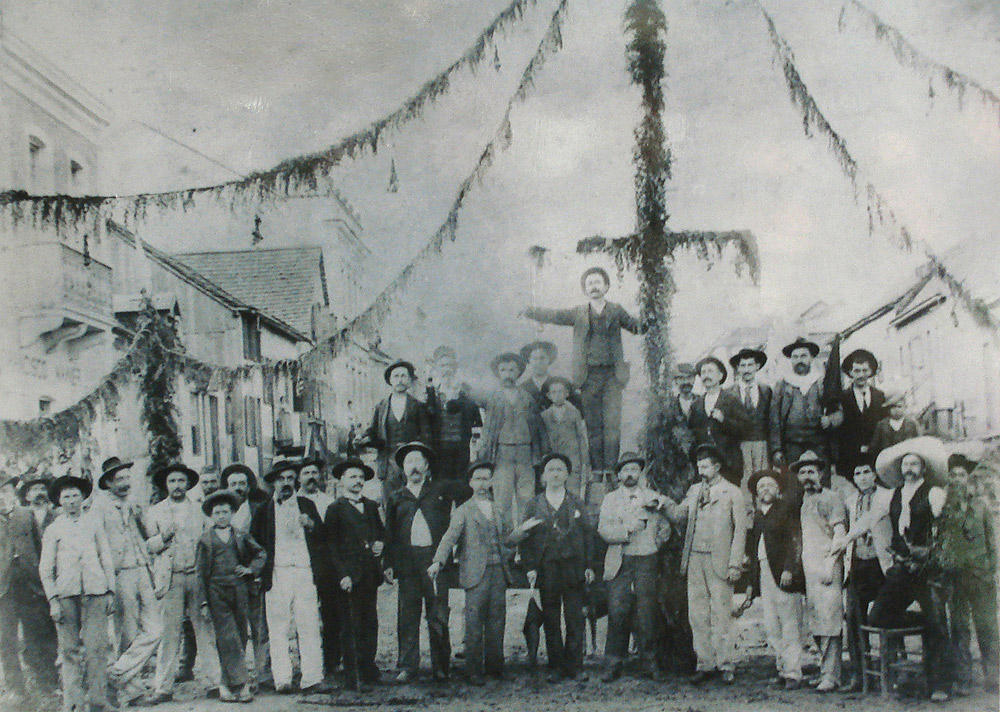
Comemorações de Ano Novo, 1899-1910

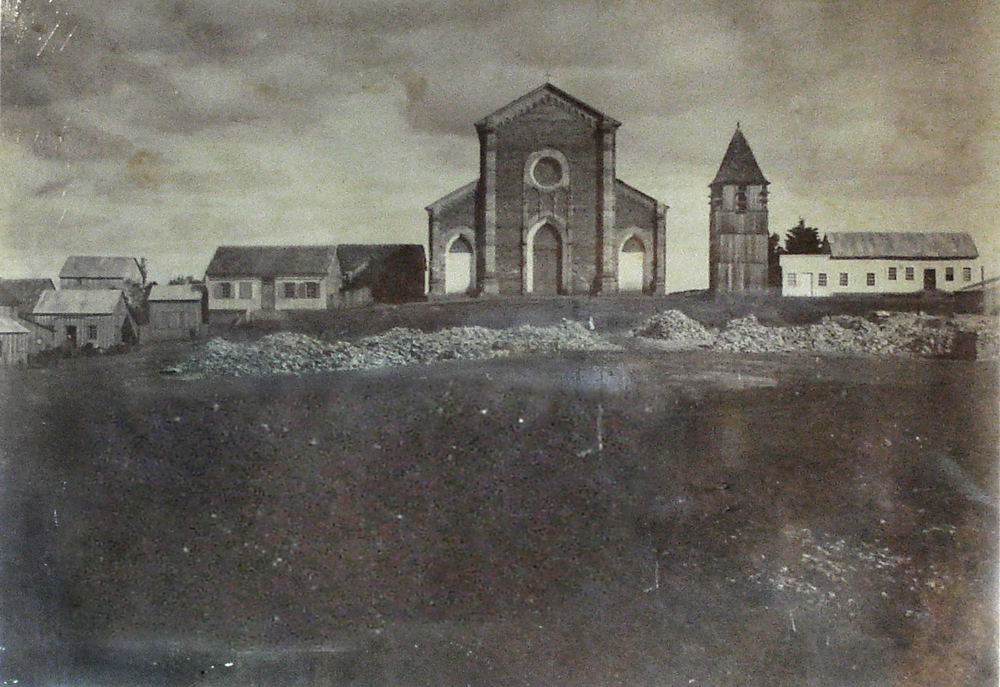
Catedral de Caxias do Sul em 1899

- Arquivo Público, com documentação oficial de origem pública da antiga Diretoria da Colônia Caxias, da Comissão de Medição das Terras e Lotes, da Intendência e Prefeitura, e o arquivo do Conselho Municipal e Câmara de Vereadores, constituindo um grande corpo de leis, atos, ofícios, plantas e projetos arquitetônicos e urbanísticos, processos administrativos, registros de impostos, entre outros itens, que cobre o período de 1875 à atualidade.[38][39]
- Arquivos Privados, composto por documentos de famílias, empresas e associações, com cartas, livros comerciais, partituras, cadernos escolares, diplomas, publicidade, álbuns, cartões-postais, desenhos, rótulos, cartazes, etc.[40] Nesta unidade se inclui material iconográfico, com fotografias, slides e negativos, com milhares de peças que retratam a paisagem urbana e rural da cidade, além de personagens em seus hábitos e costumes. Dentre os núcleos mais importantes da coleção estão as coleções das famílias Eberle, Braghiroli, Paternoster, Guimarães, Spadari Adami, Bergmann, Zatti, Ramos, entre outras, a do destacado fotógrafo Júlio Calegari,[41][42] e sobretudo os 100 mil negativos do atelier de fotografia de Ulysses Geremia, que documentou a fisionomia da cidade e suas transformações ao longo de várias décadas.[43] A coleção fotográfica é a mais importante da região[44] e é reconhecida nacionalmente.[36]
- Banco de Memória Oral, que preserva gravações de narrativas sobre a história local e regional, e sobre atividades cotidianas da população.[45]
- Acervo de Filmes de origem pública e privada, com destaque para temas como Festa da Uva, imigração, administração, vida privada, entre outros.[35]
- Hemeroteca, integrada por periódicos que circularam em Caxias do Sul desde seus primórdios até a atualidade. Entre as principais coleções de jornais destacam-se a do O Caxiense, o primeiro editado na cidade (1897); do Città di Caxias (1915-1922), em italiano; do Correio Riograndense, de 1909 até hoje, e do Pioneiro, de 1948 até os dias atuais. Também fazem parte desta seção revistas, boletins e folheteria.[35][39][46]
- Biblioteca, organizada para fornecer subsídios a pesquisadores com obras relativas à imigração italiana, à história de Caxias do Sul e a assuntos relativos ao acervo documental.[35][39]